# Dolgorúkovo
Dolgorúkovo (Долгоруково en rus) - és un poble de l'óblast de Penza, a Rússia, el 1998 tenia 724 habitants.